# 第1機甲教育隊
第1機甲教育隊（だいいちきこうきょういくたい、JGSDF 1st Armored Training Unit）は、陸上自衛隊駒門駐屯地（静岡県御殿場市）に駐屯していた東部方面混成団隷下の教育部隊で2019年（平成31年）3月に廃止された。

## 概要
機甲科隊員の新隊員教育、陸曹候補生等の教育を任務として1962年（昭和37年）8月、駒門駐屯地に新編された。2017年（平成29年）5月28日に実施された東部方面混成団創立6周年記念行事において当隊が、2017年（平成29年）度末をもって廃止されることが発表されたが諸事情から1年延期され、2019年（平成31年）3月25日付をもって廃止された。

## 沿革
第106教育大隊
- 1960年（昭和35年）3月15日：第106教育大隊が武山駐屯地から駒門駐屯地へ移駐。

第1機甲教育隊
- 1962年（昭和37年）8月15日：第106教育大隊と第3陸曹教育隊の各機甲教育中隊を基幹として第1機甲教育隊が駒門駐屯地に新編。第1教育団に編合。

※ 編成（隊本部、第1～第3陸曹教育中隊および第4～第6陸士教育中隊の6個中隊）
- 1964年（昭和39年）：第303車両教育中隊を隷下に編合[4]。

- 2002年（平成14年）3月27日

1. 第3陸曹教育中隊および第6陸士教育中隊を廃止[3]。
2. 第1特科連隊の北富士駐屯地への移駐に伴い、駒門駐屯地司令職務担任部隊に指定。

- 2007年（平成19年）3月28日：国際活動教育隊長に駒門駐屯地司令職務を移管。
- 2011年（平成23年）4月22日：東部方面混成団新編に伴い、同団隷下に編合[3]。
- 2012年（平成24年）3月：戦車教導隊（富士駐屯地）から74式戦車（改）（G型）4輌を移管。
- 2019年（平成31年）3月25日：第1機甲教育隊（駒門駐屯地）が廃止[5][6]。

## 廃止時の部隊編成-
- 第1機甲教育隊本部
  - 総務科
  - 訓練科
  - 管理科「1機教-本」
- 第1陸曹教育中隊「1機教-1」：90式戦車、87式偵察警戒車
- 第2陸曹教育中隊「1機教-2」：90式戦車、10式戦車
- 第4陸士教育中隊「1機教-4」：74式戦車（改）（G型）
- 第5陸士教育中隊「1機教-5」：

## 第1機甲教育隊長
| 代 | 氏名                 | 在職期間                        | 前職                                             | 後職                              |
| -- | -------------------- | ------------------------------- | ------------------------------------------------ | --------------------------------- |
| 01 | 河原米作 （2等陸佐） | 1962年08月15日 - 1964年08月13日 | 第106教育大隊長                                  | 第1教育団本部訓練科長             |
| 02 | 井上是清 （2等陸佐） | 1964年08月14日 - 1968年03月15日 | 陸上自衛隊幹部候補生学校勤務                     | 第1教育団本部訓練科長             |
| 03 | 平尾守真             | 1968年03月16日 - 1970年03月15日 | 第7師団司令部第3部長                             | 陸上自衛隊幹部候補生学校教育部長  |
| 04 | 古荘誠               | 1970年03月16日 - 1972年03月15日 | 戦車教導隊長                                     | 陸上自衛隊幹部学校研究員          |
| 05 | 野田敏士             | 1972年03月16日 - 1973年07月15日 | 第6戦車大隊長 兼 大和駐とん地司令                | 陸上自衛隊富士学校研究部第4課長   |
| 06 | 生田喜重 （2等陸佐） | 1973年07月16日 - 1975年07月15日 | 装備開発実験隊                                   | 第3戦車大隊長 兼 今津駐とん地司令 |
| 07 | 小林淳一             | 1975年07月16日 - 1978年07月31日 | 陸上自衛隊富士学校学校教官                       | 陸上自衛隊富士学校勤務            |
| 08 | 高橋嘉唯             | 1978年08月01日 - 1981年03月15日 | 陸上自衛隊富士学校勤務                           | 第3戦車大隊長 兼 今津駐とん地司令 |
| 09 | 越智信夫             | 1981年03月16日 - 1983年03月15日 | 東北方面総監部総務部総務課長                     | 中部方面総監部人事部厚生課長      |
| 10 | 村杉秀夫             | 1983年03月16日 - 1985年03月15日 | 中央資料隊勤務                                   | 東部方面総監部総務部総務課長      |
| 11 | 前島實               | 1985年03月16日 - 1987年03月15日 | 陸上自衛隊幹部学校学校教官                       | 東部方面総監部総務部総務課長      |
| 12 | 竹家良輔             | 1987年03月16日 - 1989年03月31日 | 陸上自衛隊冬季戦技教育隊長                       | 宇都宮駐屯地業務隊長              |
| 13 | 池上旦生             | 1989年04月01日 - 1991年03月15日 | 日本原駐屯地業務隊長                             | 飯塚駐屯地業務隊長                |
| 14 | 庄司光循             | 1991年03月16日 - 1993年03月23日 | 陸上自衛隊幹部学校教官 →1991年7月1日 1等陸佐昇任 | 東北方面総監部総務部広報室長      |
| 15 | 渡邊正二             | 1993年03月24日 - 1995年03月27日 | 陸上自衛隊富士学校主任教官                       | 第6戦車大隊長 兼 大和駐屯地司令   |
| 16 | 西田尚司             | 1995年03月28日 - 1997年07月31日 | 陸上自衛隊幹部学校教官 →1995年7月1日 1等陸佐昇任 | 陸上自衛隊業務学校学校教官        |
| 17 | 松本隆義             | 1997年08月01日 - 1999年03月22日 | 第12師団司令部監察官                             | 自衛隊愛知地方連絡部勤務          |
| 18 | 工藤敏生             | 1999年03月23日 - 2002年07月31日 | 第6戦車大隊長 兼 大和駐屯地司令                  | 第7師団司令部監察官               |
| 19 | 古林豊造             | 2002年08月01日 - 2005年03月22日 | 東北方面総監部装備部後方運用課長                 | 陸上自衛隊中央業務支援隊勤務      |
| 20 | 米村義一             | 2005年03月23日 - 2007年03月27日 | 陸上自衛隊研究本部研究員                         | 第1教育団副団長                   |
| 21 | 豊田勇               | 2007年03月28日 - 2008年11月30日 | 陸上自衛隊富士学校管理部 演習場管理課長          | 陸上自衛隊幹部学校学校教官        |
| 22 | 下司佳久             | 2008年12月01日 - 2010年03月31日 | 第6師団司令部監察官                              | 中央即応集団司令部（駒門）付      |
| 23 | 南清治               | 2010年04月01日 - 2012年12月03日 | 装備実験隊勤務                                   | 中央即応集団司令部（駒門）付      |
| 24 | 千葉茂               | 2012年12月04日 - 2014年12月18日 | 北部方面総監部人事部援護業務課長                 | 第2師団司令部監察官               |
| 25 | 萬代治               | 2014年12月19日 - 2017年03月22日 | 東部方面総監部総務部広報室長                     | 陸上自衛隊会計監査隊副隊長        |
| 未 | 甲田宏               | 2017年03月23日 - 2019年03月25日 | 第2陸曹教育隊長                                  | 東部方面総監部総務部広報室長      |

## 主要装備
- 74式戦車
- 90式戦車
- 10式戦車
- 73式装甲車
- 96式装輪装甲車
- 87式偵察警戒車
- 85式地上レーダー装置 JTPS-P11
- 1/2tトラック / 73式小型トラック
- 1 1/2tトラック / 73式中型トラック
- 3 1/2tトラック / 73式大型トラック
- 64式7.62mm小銃
- 89式5.56mm小銃
- 11.4mm短機関銃M3A1

## 設置されていた課程
- 新隊員・一般曹候補生後期課程（基本機甲）
- 陸曹候補生課程
- 初級陸曹特技課程（中級機甲）
- 駒門自訓（大型自動車、大型特殊自動車（初級装軌操縦課程を含む）、けん引）